# Rahmer-Mühle

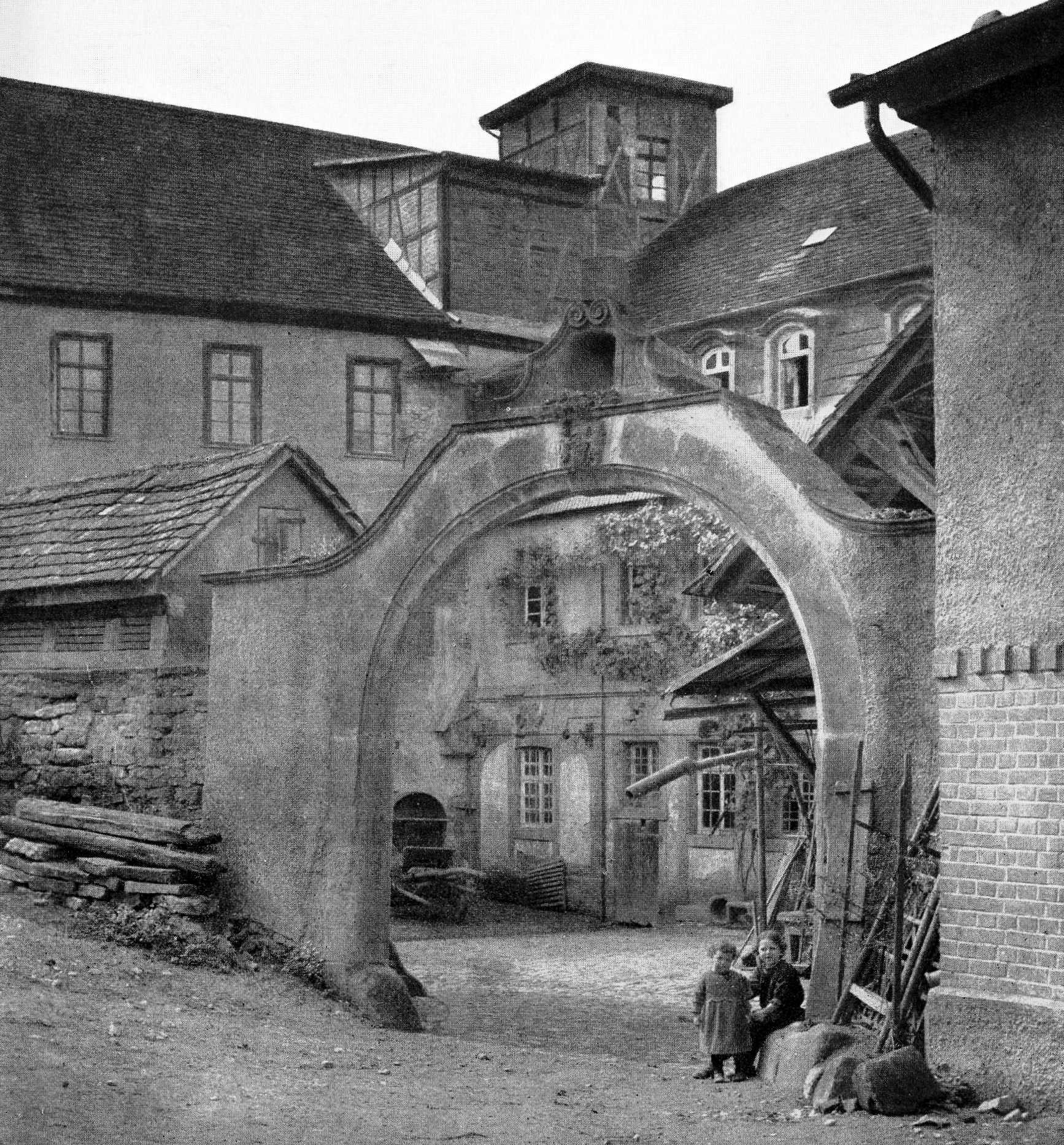
Die Mühle um 1880

Die Rahmer-Mühle war eine historische Mühle in Sontheim an der Horkheimer Straße 67. Ihr Wasser erhielt sie von der Schozach. Die noch erhaltenen Reste der alten Mühle wie die denkmalgeschützten Wappensteine und der Mühlkanal mit Brücken und Stauwehr gelten als Kulturdenkmal.
Die zweigeschossige mit Rustika und einem Mansarddach versehene Mühle war ein Bau im Stil des Rokoko aus dem Jahr 1774 und wurde am 11. April 1945 durch Artilleriebeschuss zerstört. Die Fassade des Baus war durch fünf Fenster in entsprechende Achsen gegliedert. Im Erdgeschoss waren sowohl auf der linken als auch an der rechten Seite zwei weite Stichbogen vorgeblendet worden. Im rechten vorgeblendeten Stichbogen befand sich die Haustür, wobei über der Haustür ein Löwe mit Wappenschild zu sehen war. In diesem Wappenschild war ursprünglich ein Mühlrad zu sehen. Im linken vorgeblendeten Stichbogen war ein Fenster, wobei über dem Fenster ein Löwe mit Wappenschild mit der Jahreszahl 1774 zu sehen war. Die noch erhaltenen Rokokokartuschen mit heraldischen Löwen, dem Mühlradsymbol und den Initialen F. R. (Friedrich Rahmer) stehen unter Denkmalschutz und befinden sich am Giebel der neuen, im Jahre 1949 erbauten Mühle.
Im Alten Friedhof von Sontheim ist das Grabmal für den Kunstmühlenbesitzer Albert Rahmer (1846–1897) erhalten.

Die Mühle um 1900
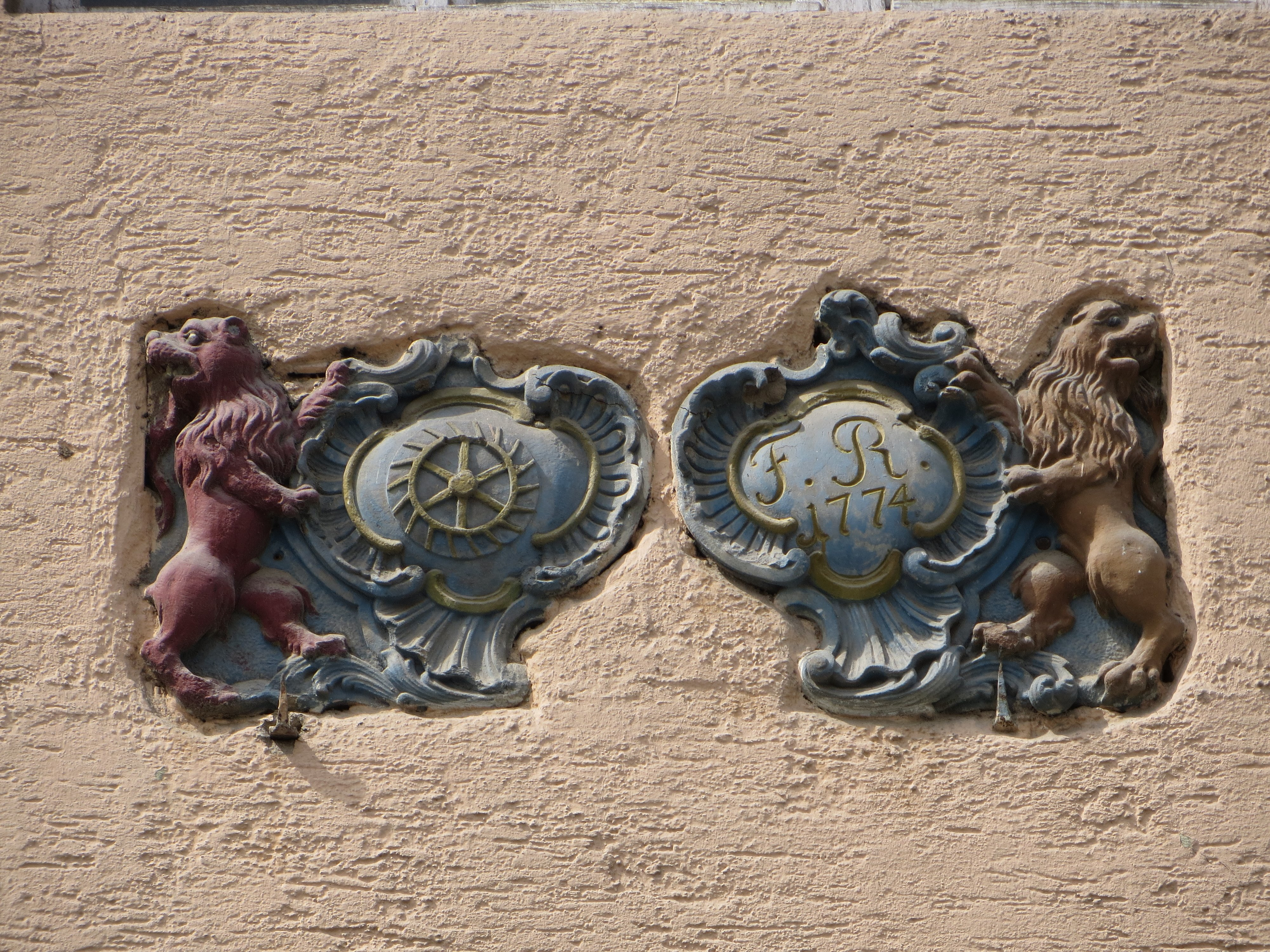
Wappensteine von 1774
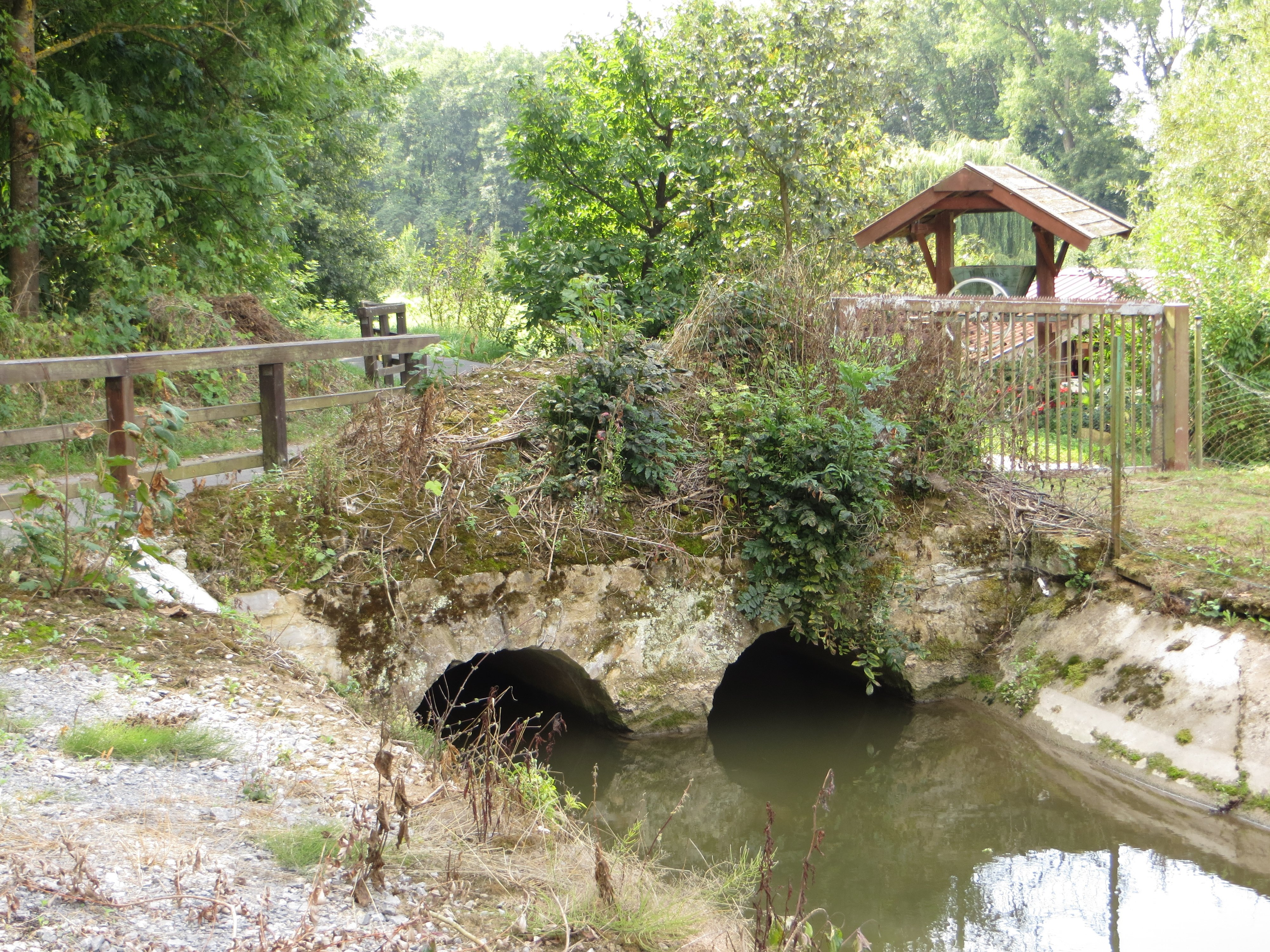
Brücke über den Mühlkanal